# Bősárkány
Bősárkány là một làng thuộc hạt Győr-Moson-Sopron, Hungary. Làng này có diện tích 23,33 km², dân số năm 2010 là 2140 người, mật độ 92 người/km².